# Henderson (Australie)
Henderson est une section de la cité de Cockburn, dans la banlieue de Perth, en Australie-Occidentale. Elle a une vocation principalement industrielle et navale.

## Histoire
En 1915, le gouvernement du Commonwealth d'Australie, alors dominion de l'Empire britannique, décide de consacrer le territoire de Henderson à des activités de défense. L'amiral Reginald Henderson organise alors la construction d'une base navale, qui est parfois dénommée Henderson Naval Base. 
Initialement dénommée « Success », le nom de Henderson est officiellement adopté pour la zone le 22 janvier 1973.
Dans sa session du 8 août 2019, le conseil de la cité de Cockburn approuve une scission de la section de Munster : sa partie nord-ouest devient la nouvelle section de Lake Coogee, tandis qu'un secteur au sud-ouest est rattaché à Henderson. Les modifications territoriales entrent en vigueur le 30 mars 2020,,.